# Crassula multicaulis
Crassula multicaulis là một loài thực vật có hoa trong họ Crassulaceae. Loài này được (Petrie) A.P.Druce & Given miêu tả khoa học đầu tiên năm 1984.